# Argyrodes rainbowi
Argyrodes rainbowi là một loài nhện trong họ Theridiidae.
Loài này thuộc chi Argyrodes. Argyrodes rainbowi được Carl Friedrich Roewer miêu tả năm 1942.